# القلعة (تعز)
القلعة هي إحدى قرى الجمهورية اليمنية. وهي تتبع جغرافيًا لمحافظة تعز. وإداريًا لمديرية الشمايتين. يبلغ تعداد سكانها 1482 نسمة حسب الإحصاء الذي جرى عام 2004.